# Le Tour des 100 Communes 2023
Le Tour des 100 Communes 2023, prima edizione della corsa, valevole come prova dell'UCI Europe Tour 2023 categoria 1.2, si svolse il 4 marzo 2023 per un percorso di 176,2 km, con partenza e arrivo a Béthune, in Francia. La vittoria fu appannaggio del belga Jonathan Vervenne, il quale completò il percorso in 4h12'49", alla media di 41,817 km/h, precedendo il francese Jérémy Lecroq ed il norvegese Sebastian Kirkedam Larsen.
Al traguardo di Béthune sono stati 140 i ciclisti, dei 151 partiti, portarono a termine la competizione.

## Squadre e corridori partecipanti[1]
| N.      | Cod. | Squadra                          |
| ------- | ---- | -------------------------------- |
| 1-6     | CGF  | Groupama-FDJ Conti               |
| 11-17   | SQD  | Soudal Quick-Step Devo Team      |
| 21-27   | BWD  | Bingoal WB Devo Team             |
| 31-37   | CRT  | Circus-ReUz-Technord             |
| 41-47   | GRL  | Go Sport-Roubaix Lille Métropole |
| 51-57   | AUB  | St Michel-Mavic-Auber93          |
| 61-67   | UCN  | CIC U Nantes Atlantique          |
| 71-77   | UDT  | Uno-X Dare Development Team      |
| 81-87   | LTP  | Leopard Togt Pro Cycling         |
| 91-97   | TEC  | Team Ecoflo Chronos              |
| 111-117 | GDM  | Materiel-Velo.com                |

| N.      | Cod. | Squadra                          |
| ------- | ---- | -------------------------------- |
| 121-127 | RSW  | Team Felbermayr Simplon Wels     |
| 131-137 |      | VC Rouen 76                      |
| 141-147 |      | Philippe Wagner Cycling          |
| 151-157 |      | Dunkerque Grand Littoral         |
| 161-167 |      | Urbano-Vulsteke Cycling Team     |
| 171-177 |      | CC Étupes                        |
| 181-187 |      | CC Nogent-sur-Oise               |
| 191-197 |      | EFC-L&R-AGS                      |
| 201-206 |      | Mayenne-V and B-Monbana          |
| 211-217 |      | SCO Dijon-Team Matériel-Velo.com |
| 221-227 |      | Rokit-SRCT                       |

## Ordine d'arrivo (Top 10)
| Pos. | Corridore            | Squadra   | Tempo    |
| ---- | -------------------- | --------- | -------- |
| 1    | Jonathan Vervenne    | Soudal DT | 4h12'49" |
| 2    | Jérémy Lecroq        | P. Wagner | a 1"     |
| 3    | Sebastian Larsen     | Uno-X DT  | s.t.     |
| 4    | Floris Van Tricht    | EFC       | s.t.     |
| 5    | Rudy Barbier         | St Michel | s.t.     |
| 6    | Killian Theot        | Rouen     | s.t.     |
| 7    | Pierre Barbier       | CIC U     | s.t.     |
| 8    | Maxime Jarnet        | Go Sport  | a 2"     |
| 9    | Kasper Saver         | P. Wagner | s.t.     |
| 10   | Alessio Delle Vedove | Circus    | s.t.     |